# Atomosia bigoti
Atomosia bigoti är en tvåvingeart som beskrevs av Luigi Bellardi 1861. Atomosia bigoti ingår i släktet Atomosia och familjen rovflugor. Inga underarter finns listade i Catalogue of Life.